# John L. Tonry
| 20109 Alicelandis | 12 settembre 1995 |
| 30917 Moehorgan   | 19 aprile 1993    |

John L. Tonry (1953) è un astronomo statunitense.
Ha ottenuto il baccellierato in matematica all'Università di Princeton nel 1975, la laurea e il dottorato in fisica all'Università di Harvard rispettivamente nel 1976 e nel 1980. Divenuto professore nel 1996 al MIT, l'anno successivo si trasferisce alla cattedra di astronomia dell'Università delle Hawaii.
Il Minor Planet Center gli accredita la scoperta di due asteroidi, effettuate tra il 1993 e il 1995.
Gli è stato dedicato l'asteroide 40919 Johntonry.